# صومعه خوراناشات
صومعه خوراناشات (ارمنی: Խորանաշատ վանք؛ انگلیسی: Khoranashat) یک صومعه متعلق به کلیسای حواری ارمنی واقع در شهر چیناری، استان تاووش ارمنستان می‌باشد. ساخت و ساز این ساختمان در سده ام میلادی؛ به پایان رسید. این بنا به سبک معماری ارمنی طراحی شده است.

## نگارخانه

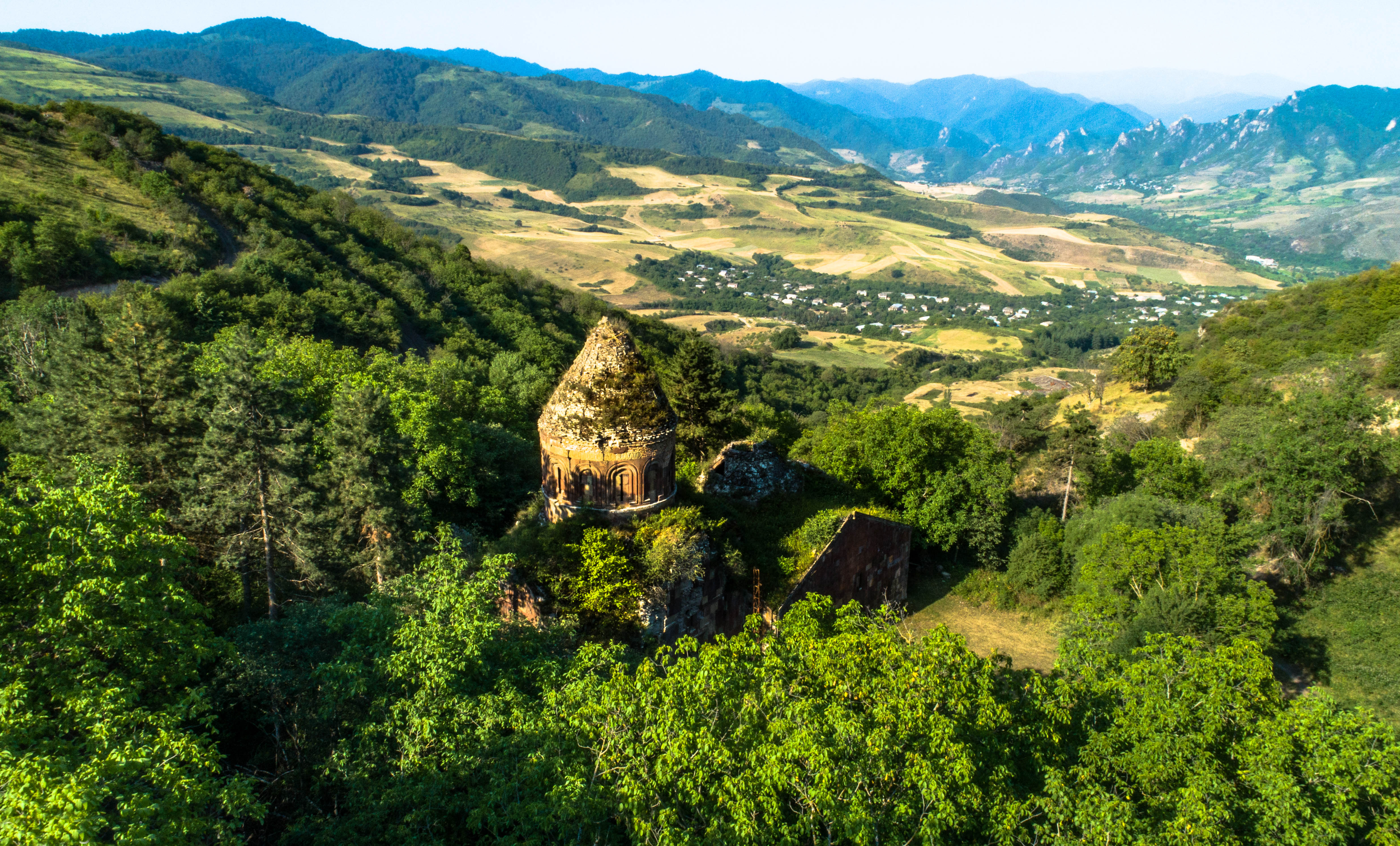
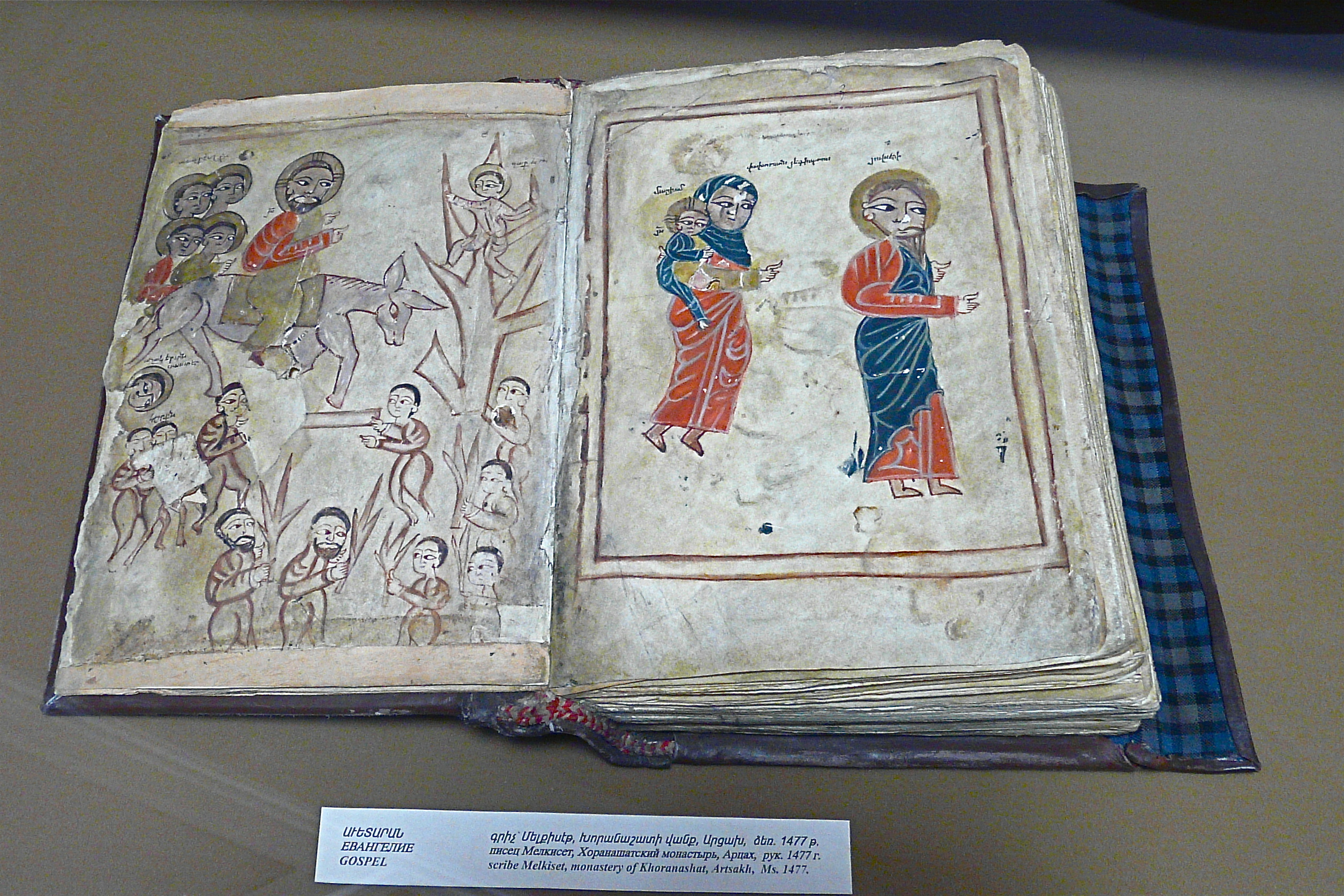
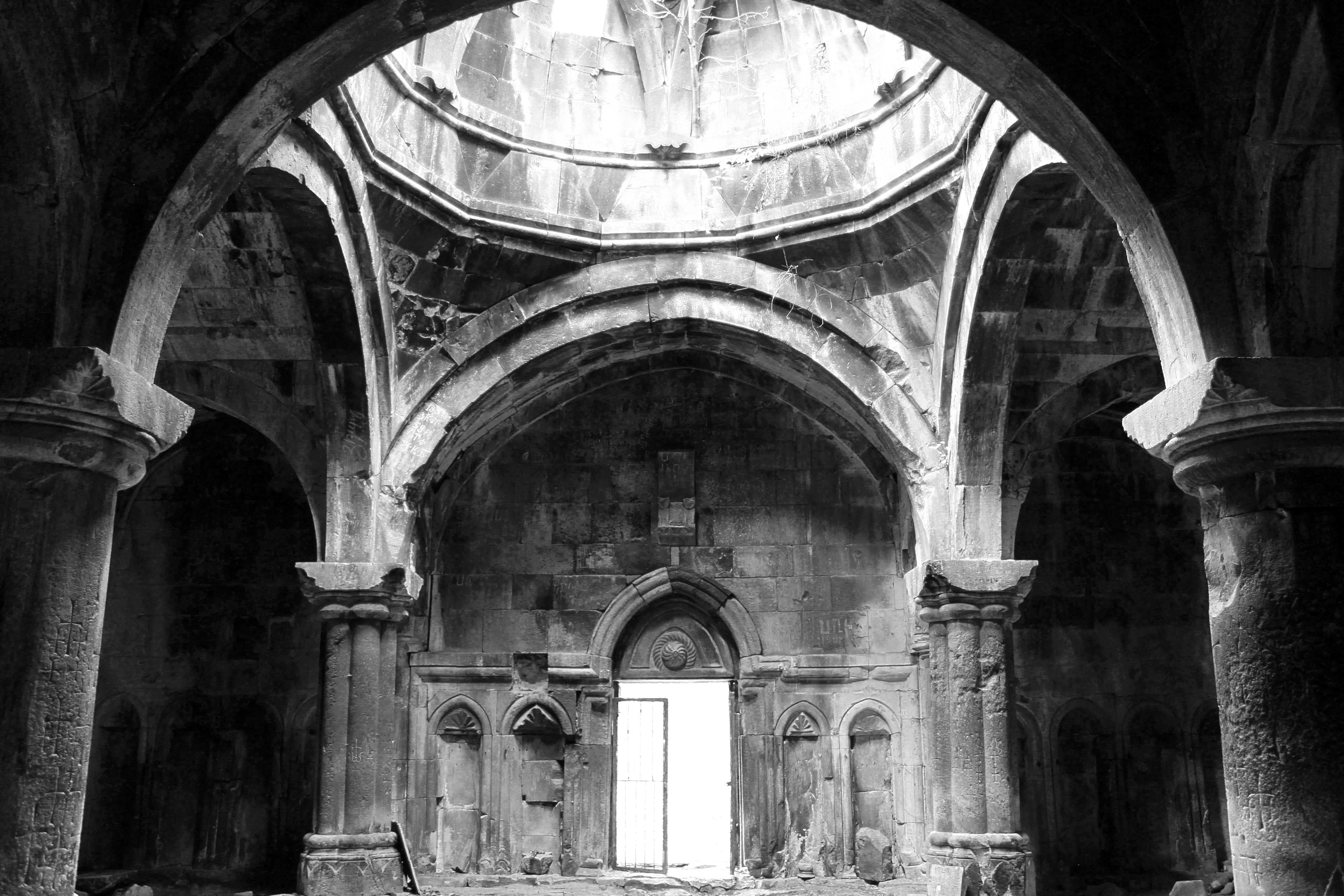